# .ni
.ni является доменом верхнего уровня для Никарагуа.

## Домены второго уровня
Существует 9 доменов второго уровня:
- .gob.ni: правительство Никарагуа
- .co.ni, .com.ni: коммерческие организации
- .ac.ni, .edu.ni: Образовательные учреждения
- .org.ni: Неправительственные организации
- .nom.ni: личные домены физических лиц
- .net.ni: Сети
- .mil.ni: Военные учреждения

По политическим или маркетинговым причинам .ni также иногда регистрируется и используется сайтами, находящимися в Северной Ирландии, а не официальным национальным доменом верхнего уровня Соединенного Королевства, .uk (или ирландским .ie).